# Al-Adam
Al-Adam – miasto w północno-wschodniej Libii, w regionie historycznym Cyrenajka, w gminie Al-Butnan, ok. 25 km na południe od Tobruku.
W pobliżu znajduje się lotnisko wojskowe Gamal Abdul El Nasser.